# San Antonio Bellavista, Comitán
San Antonio Bellavista är en ort i Mexiko.   Den ligger i kommunen Comitán Municipality och delstaten Chiapas, i den sydöstra delen av landet, 800 km öster om huvudstaden Mexico City. San Antonio Bellavista ligger 2 145 meter över havet och antalet invånare är 211.
Terrängen runt San Antonio Bellavista är lite kuperad. Runt San Antonio Bellavista är det ganska tätbefolkat, med 100 invånare per kvadratkilometer. Närmaste större samhälle är Amatenango del Valle, 16,2 km väster om San Antonio Bellavista. I omgivningarna runt San Antonio Bellavista växer huvudsakligen savannskog.